# Ози Озборн
Џон Мајкл Озборн (енгл. John Michael Osbourne; Ворикшир, 3. децембар 1948 — Бакингемшир, 22. јул 2025), познат као Ози Озборн (енгл. Ozzy Osbourne), био је британски певач и текстописац. Истакао се 1970-их као главни вокалиста хеви-метал групе Black Sabbath.
Продао је преко 100 милиона примерака албума.  Године 2006. постао је део Дворане славних рокенрола као члан групе Black Sabbath, а 2024. као соло извођач. Такође је добио звезду на Холивудској стази славних. У јулу 2025. одржао је свој последњи концерт услед болести. Преминуо је 22. јула 2025.

## Албуми

### Студијски албуми
| Наслов                                                                              | Детаљи албума                                                                        | Врхунске позиције графикона | Врхунске позиције графикона | Врхунске позиције графикона | Врхунске позиције графикона | Врхунске позиције графикона | Врхунске позиције графикона | Врхунске позиције графикона | Врхунске позиције графикона | Врхунске позиције графикона | Врхунске позиције графикона | Сертификације                                                |
| Наслов                                                                              | Детаљи албума                                                                        | UK                          | AUS                         | CAN                         | FIN                         | GER                         | NOR                         | NZ                          | SWE                         | SWI                         | US                          | Сертификације                                                |
| ----------------------------------------------------------------------------------- | ------------------------------------------------------------------------------------ | --------------------------- | --------------------------- | --------------------------- | --------------------------- | --------------------------- | --------------------------- | --------------------------- | --------------------------- | --------------------------- | --------------------------- | ------------------------------------------------------------ |
| Blizzard of Ozz                                                                     | - Објављено: 20. септембар 1980 - Издавачка кућа: Jet - Формати: LP, CS, 8-track     | 7                           | —                           | 8                           | —                           | —                           | —                           | 47                          | —                           | —                           | 21                          | - BPI: сребро - MC: платина - RIAA: 5× платина - ARIA: злато |
| Diary of a Madman                                                                   | - Објављено: 7. новембар 1981 - Издавачка кућа: Jet - Формати: LP, CS, 8-track       | 14                          | —                           | 16                          | —                           | —                           | —                           | 42                          | —                           | —                           | 16                          | - MC: платина - RIAA: 3× платина                             |
| Bark at the Moon                                                                    | - Објављено: 15. новембар 1983 - Издавачка кућа: Epic/CBS - Формати: LP, CS, 8-track | 24                          | 94                          | 23                          | 20                          | —                           | —                           | 50                          | 9                           | —                           | 19                          | - BPI: сребро - MC: платина - RIAA: 3× платина - ARIA: злато |
| The Ultimate Sin                                                                    | - Објављено: 22. фебруар 1986 - Издавачка кућа: Epic/CBS - Формати: CD, LP, CS       | 8                           | 36                          | 19                          | 3                           | 31                          | 6                           | 21                          | 4                           | —                           | 6                           | - BPI: сребро - MC: платина - RIAA: 2× платина - ARIA: злато |
| No Rest for the Wicked                                                              | - Објављено: 22. октобар 1988 - Издавачка кућа: Epic/CBS - Формати: CD, LP, CS       | 23                          | 40                          | —                           | 7                           | 29                          | 12                          | —                           | 18                          | 26                          | 13                          | - MC: платина - RIAA: 2× платина - ARIA: злато               |
| No More Tears                                                                       | - Објављено: 17. септембар 1991 - Издавачка кућа: Epic - Формати: CD, LP, CS         | 17                          | 49                          | 17                          | 8                           | 24                          | 12                          | 12                          | 25                          | 37                          | 7                           | - MC: 2× платина - RIAA: 4× платина - ARIA: злато            |
| Ozzmosis                                                                            | - Објављено: 23. октобар 1995 - Издавачка кућа: Epic - Формати: CD, LP, CS           | 22                          | 50                          | 7                           | 9                           | 30                          | 24                          | 26                          | 4                           | 37                          | 4                           | - MC: платина - RIAA: 2× платина                             |
| Down to Earth                                                                       | - Објављено: 16. октобар 2001 - Издавачка кућа: Epic - Формати: CD, LP, CS           | 19                          | 46                          | 2                           | 9                           | 15                          | 12                          | 41                          | 1                           | 47                          | 4                           | - BPI: сребро - MC: платина - RIAA: платина                  |
| Under Cover                                                                         | - Објављено: 1. новембар 2005 - Издавачка кућа: Epic - Формати: CD, CD+DVD           | 67                          | —                           | —                           | —                           | —                           | —                           | —                           | 50                          | 95                          | 134                         |                                                              |
| Black Rain                                                                          | - Објављено: 22. мај 2007 - Издавачка кућа: Epic - Формати: CD, 2CD, DL              | 8                           | 37                          | 5                           | 2                           | 9                           | 2                           | 9                           | 2                           | 23                          | 3                           | - MC: платина - RIAA: злато                                  |
| Scream                                                                              | - Објављено: 22. јун 2010 - Издавачка кућа: Epic/Sony - Формати: CD, 2CD, 2LP, DL    | 12                          | 11                          | 4                           | 3                           | 7                           | 9                           | 6                           | 3                           | 8                           | 4                           | - MC: злато                                                  |
| Ordinary Man                                                                        | - Објављено: 21. фебруар 2020 - Издавачка кућа: Epic/Sony - Формати: CD, LP, DL      | 3                           | 4                           | 3                           | 3                           | 2                           | 3                           | 12                          | 1                           | 2                           | 3                           | - MC: злато                                                  |
| Patient Number 9                                                                    | - Објављено: 9. септембар 2022 - Издавачка кућа: Epic/Sony                           |                             |                             |                             |                             |                             |                             |                             |                             |                             |                             |                                                              |
| "—" означава издање које није приказано на графикону или није издато у том региону. |                                                                                      |                             |                             |                             |                             |                             |                             |                             |                             |                             |                             |                                                              |

### Албуми уживо
| Наслов                                                                              | Детаљи албума                                                                 | Врхунске позиције графикона | Врхунске позиције графикона | Врхунске позиције графикона | Врхунске позиције графикона | Врхунске позиције графикона | Врхунске позиције графикона | Врхунске позиције графикона | Врхунске позиције графикона | Врхунске позиције графикона | Врхунске позиције графикона | Врхунске позиције графикона | Сертификације                                |
| Наслов                                                                              | Детаљи албума                                                                 | UK                          | AUS                         | AUT                         | CAN                         | FIN                         | GER                         | JPN                         | NED                         | NZ                          | SWE                         | US                          | Сертификације                                |
| ----------------------------------------------------------------------------------- | ----------------------------------------------------------------------------- | --------------------------- | --------------------------- | --------------------------- | --------------------------- | --------------------------- | --------------------------- | --------------------------- | --------------------------- | --------------------------- | --------------------------- | --------------------------- | -------------------------------------------- |
| Speak of the Devil (Talk of the Devil у УК)                                         | - Објављено: 27. новембар 1982 - Издавачка кућа: Jet - Формати: 2LP, 2CS      | 21                          | —                           | —                           | 10                          | —                           | —                           | 264                         | —                           | —                           | —                           | 14                          | - BPI: сребро - MC: злато - RIAA: платина    |
| Tribute                                                                             | - Објављено: 19. март 1987 - Издавачка кућа: Epic/CBS - Формати: CD, 2LP, 2CS | 13                          | 46                          | —                           | 17                          | 13                          | 41                          | 176                         | —                           | 36                          | 17                          | 6                           | - MC: злато - RIAA: 2× платина - ARIA: злато |
| Live & Loud                                                                         | - Објављено: 28. јун 1993 - Издавачка кућа: Epic - Формати: 2CD, 2LP, 2CS     | —                           | 25                          | —                           | 21                          | 34                          | 60                          | —                           | 55                          | 34                          | 44                          | 22                          | - RIAA: платина                              |
| Live at Budokan                                                                     | - Објављено: 25. јун 2002 - Издавачка кућа: Epic - Format: CD                 | 115                         | —                           | 38                          | —                           | —                           | 55                          | —                           | —                           | —                           | 45                          | 70                          |                                              |
| Ozzy Live                                                                           | - Објављено: 21. април 2012 - Издавачка кућа: Epic/Legacy - Format: LP        | —                           | —                           | —                           | —                           | —                           | —                           | —                           | —                           | —                           | —                           | —                           |                                              |
| "—" означава издање које није приказано на графикону или није издато у том региону. |                                                                               |                             |                             |                             |                             |                             |                             |                             |                             |                             |                             |                             |                                              |

### Компилације
| Наслов                                                                              | Детаљи албума                                                                           | Највиши рангови | Највиши рангови | Највиши рангови | Највиши рангови | Највиши рангови | Највиши рангови | Највиши рангови | Највиши рангови | Највиши рангови | Највиши рангови | Сертификације                                                                     |
| Наслов                                                                              | Детаљи албума                                                                           | UK              | CAN             | DEN             | FIN             | GER             | NOR             | NZ              | SWE             | SWI             | US              | Сертификације                                                                     |
| ----------------------------------------------------------------------------------- | --------------------------------------------------------------------------------------- | --------------- | --------------- | --------------- | --------------- | --------------- | --------------- | --------------- | --------------- | --------------- | --------------- | --------------------------------------------------------------------------------- |
| The Other Side of Ozzy Osbourne                                                     | - Објављено: 25. фебруар 1985 - Издавачка кућа: CBS/Sony - Формати: LP, CS              | —               | —               | —               | —               | —               | —               | —               | —               | —               | —               |                                                                                   |
| Best of Ozz                                                                         | - Објављено: 1. март 1989 - Издавачка кућа: CBS/Sony - Формати: CD, LP                  | —               | —               | —               | —               | —               | —               | —               | —               | —               | —               |                                                                                   |
| Ten Commandments                                                                    | - Објављено: 1990 - Издавачка кућа: CBS/Priority - Формати: CD, CS                      | —               | —               | —               | —               | —               | —               | —               | —               | —               | 163             |                                                                                   |
| The Ozzman Cometh                                                                   | - Објављено: 11. новембар 1997 - Издавачка кућа: Epic - Формати: CD, 2CD, CS            | 68              | 7               | —               | 7               | —               | —               | 22              | 21              | —               | 13              | - IFPI FIN: злато - MC: платина - RIAA: 2× платина                                |
| The Essential Ozzy Osbourne                                                         | - Објављено: 11. фебруар 2003 - Издавачка кућа: Epic/Legacy - Format: 2CD               | 21              | —               | 7               | 9               | 19              | 2               | 8               | 3               | 51              | 81              | - BPI: злато - IFPI FIN: злато - RIAA: 2x платина - RMNZ: платина - ARIA: платина |
| Prince of Darkness                                                                  | - Објављено: 22. март 2005 - Издавачка кућа: Epic/Sony BMG - Format: 4CD                | —               | —               | —               | —               | —               | —               | —               | 54              | —               | 36              | - MC: злато - RIAA: злато                                                         |
| Memoirs of a Madman                                                                 | - Објављено: 14. октобар 2014 - Издавачка кућа: Epic/Legacy/Sony - Формати: CD, 2LP, DL | 23              | —               | —               | —               | 50              | —               | —               | 58              | 71              | 90              |                                                                                   |
| See You on the Other Side                                                           | - Објављено: 29. новембар 2019 - Издавачка кућа: Epic/Legacy/Sony - Формати: 24×LP      | —               | —               | —               | —               | —               | —               | —               | —               | —               | —               |                                                                                   |
| "—" означава издање које није приказано на графикону или није издато у том региону. |                                                                                         |                 |                 |                 |                 |                 |                 |                 |                 |                 |                 |                                                                                   |